# Fettlid
Ein Fettlid ist ein transparentes, unbewegliches Lid, das bei einigen Knochenfischgruppen vorkommt. Es schützt das Auge und verbessert dessen Stromlinienform. Nur bei den Meeräschen besteht es aus Fettgewebe, nicht aber bei anderen Fischen mit Fettlidern wie den Heringen, Stachelmakrelen und Makrelen. Fettlider können den vorderen und hinteren Teil der Augen bedecken und einen waagerechten, länglichen Spalt lassen, oder sie bedecken das ganze Auge mit Ausnahme einer kleinen Öffnung in der Mitte.